# 鲍里索格布斯基大教堂
鲍里索格布斯基大教堂（俄语：Новото́ржский Борисогле́бский монасты́рь）是俄罗斯正教会特维尔教区的一座修道院，它位于特维尔州托爾若克。直到16世纪才有文獻提及該修道院。